# Arnaud Demanche
Pour les articles homonymes, voir Demanche.
Arnaud Demanche, né le 29 juin 1982 à Versailles, est un humoriste, auteur et acteur français

## Biographie
Arnaud Demanche s'est illustré en 2004 aux yeux des médias en se faisant passer pour Jacques Chirac sur internet, en créant le faux blog de ce dernier.
Repéré par Karl Zéro, il commence comme auteur sur Canal+.
Par la suite, il lance, écrit et anime avec ses compères Frédéric Royer et Stéphane Rose, les cérémonies des Gérard du cinéma, des Gérard de la politique et des Gérard de la Télévision sur Paris Première, durant 7 ans. Il décide de quitter les Gérard en avril 2013.
Il est ou a été auteur pour diverses émissions télévisées et humoristes, notamment pour Nicolas Canteloup, avec Philippe Caverivière et Laurent Vassilian, et chroniqueur sur RTL, France Inter ou Europe 1.
Il a également réalisé trois courts métrages.
En avril 2015, il lance son premier one-man-show, intitulé Arnaud Demanche (Le Nouveau Schwarzenegger), puis créé un deuxième spectacle en 2018: Blanc & Hétéro.
Durant le confinement, il réalise des vidéos humoristiques qui totalisent plus de 100 millions de vues sur Facebook.
A partir d'août 2022, Arnaud Demanche devient chroniqueur quotidien dans l'émission de radio Apolline Matin présentée par Apolline de Malherbe et diffusée chaque matin sur la radio RMC et sur la chaine RMC Story . Il y assure deux pastilles humoristiques de quelques minutes : Demanche pirate le 3216 puis Demanche pirate le face à face diffusée à 7h20 et C'est tous les jours Demanche diffusée à 8h20.
Il est engagé dans la lutte contre l'anorexie mentale dont il a aussi été victime.

### Auteur ou co-auteur pour
- Nicolas Canteloup
- Les Gérard de la Télévision / du Cinéma / de la Politique
- Walter
- Stéphane Rousseau[8]
- Le Vrai Journal
- Laurent Tesla, Laissez-vous prendre au piège (mentalisme)
- Touche pas à mon poste !

### Chroniqueur
- Les Affranchis, sur France Inter
- Le Club du Net AOL de Karl Zéro
- A la Bonne Heure, sur RTL
- Le Grand Direct des Médias, sur Europe 1
- Le Comité de la Carte, sur Paris Première
- Pop Com, sur Canal +
- Touche Pas à Mon Poste, sur D8
- L'Émission pour tous, sur France 2
- Ca Pique Mais C'est Bon, sur Europe 1
- Village Médias, sur Europe 1
- Apolline Matin (depuis le 22 août 2022) sur RMC.
- Filmographie
- 2013 Being Homer Simpson de lui-même le banquier
- 2017 Alibi.com 2 de Philippe Lacheau le journaliste LCI

## Réalisation
- Malédiction, avec les Gérard

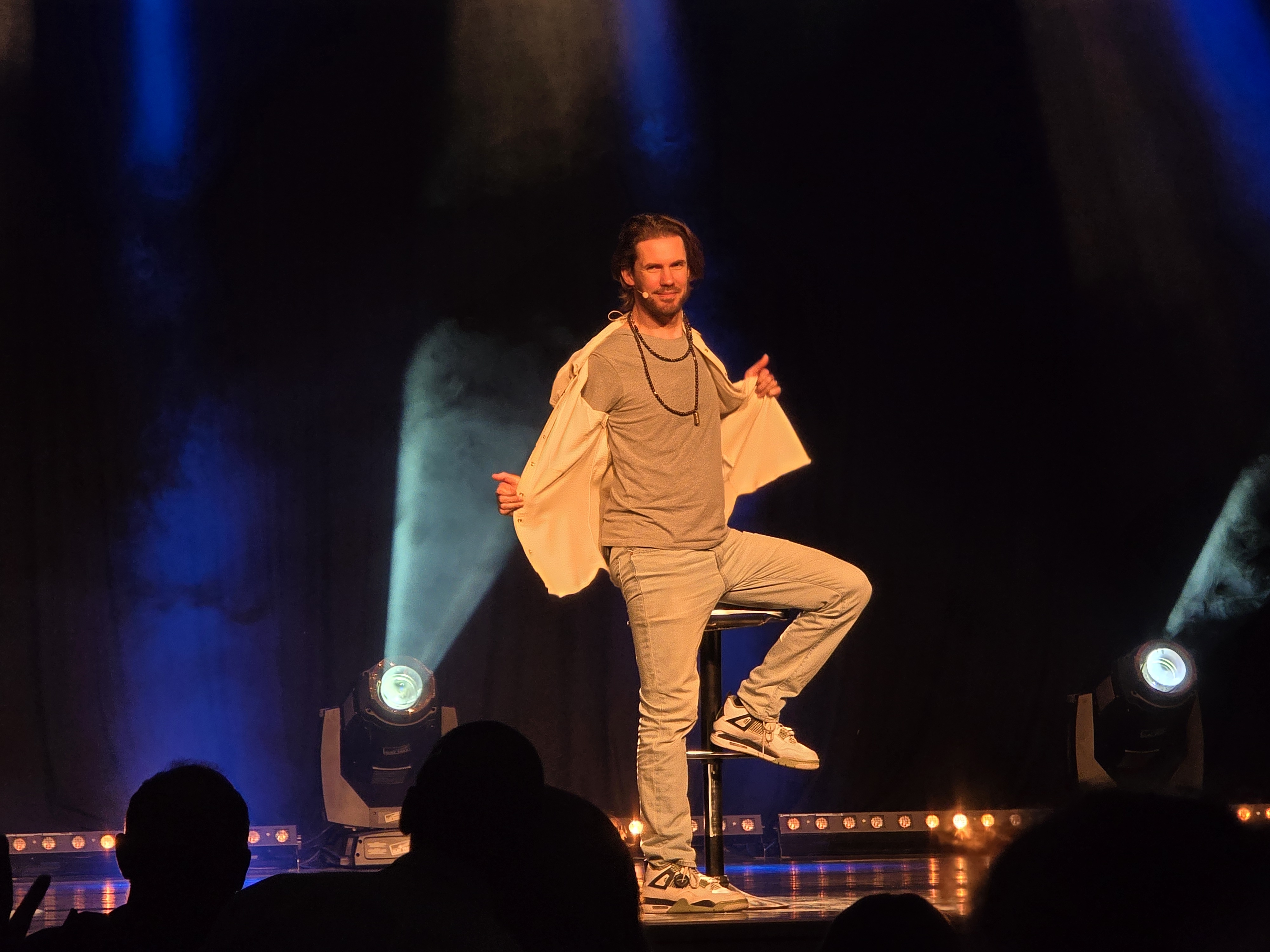
Arnaud Demanche à Wissous en mai 2025.

- Machination, avec Simon Astier et Gilles Gaston-Dreyfus
- Being Homer Simpson, avec Philippe Peythieu, Véronique Augereau et Arnaud Tsamere.

## Livres
- Le Dictionnaire Injuste et Borné de la Télévision (ed. l'Archipel, avec les Gérard)
- Le Grand Livres des Listes (ed. Michalon, avec Stéphane Rose)
- Comment Survivre dans les Transports en Commun (ed. J'ai lu, avec Stéphane Rose)
- Comment devenir le Nouveau Marc Levy (ed. Jungle)
- Toi, Président de la République (ed. Jungle, avec Stéphane Rose)